# إنجيل السبعين

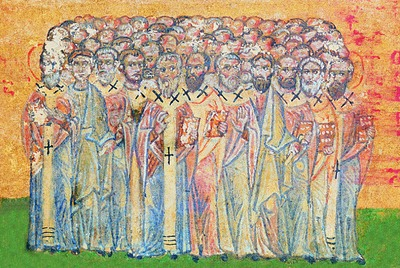

إنجيل السبعين هو أحد النصوص القديمة التي توضع في عداد الأناجيل المنحولة. ويشير عنوان الكتاب إلى عدد الرسل الذين اختارهم يسوع وأطلقهم لنقل البشارة وفقًا لإنجيل لوقا، والذين تذكر بعض الكتابات أنهم كانوا اثنين وسبعين.
فُقدت جميع نسخ هذا الإنجيل حاليًا.